# Cerodontha fumipennis
Cerodontha fumipennis este o specie de muște din genul Cerodontha, familia Agromyzidae, descrisă de Zlobin în anul 1993. Conform Catalogue of Life specia Cerodontha fumipennis nu are subspecii cunoscute.